# Гексадекакарбонил родия
Гексадекакарбонил родия — неорганическое соединение, 
карбонильный комплекс родия 
с формулой Rh6(CO)16,
фиолетово-коричневые кристаллы.

## Получение
- Действие монооксида углерода на раствор хлорида родия(III) в этаноле:

{\displaystyle {\mathsf {6RhCl_{3}+16CO\ \xrightarrow {60^{o}C,40bar} \ Rh_{6}(CO)_{16}+9COCl_{2}}}}
- Пропускание монооксида углерода через раствор ацетата родия(II) в пропаноле:

{\displaystyle {\mathsf {3Rh_{2}(CH_{3}COO)_{4}+22CO+6H_{2}O\ \xrightarrow {75-80^{o}C} \ Rh_{6}(CO)_{16}+6CO_{2}+12CH_{3}COOH}}}

## Физические свойства
Гексадекакарбонил родия образует фиолетово-коричневые кристаллы
моноклинной сингонии,
пространственная группа P 21/c,
параметры ячейки a = 1,6113 нм, b = 0,9550 нм, c = 1,7013 нм, β = 104,89°, Z = 4
.
Не растворяется в алифатических растворителях.

## Химические свойства
- Разлагается при нагревании:

{\displaystyle {\mathsf {Rh_{6}(CO)_{16}\ \xrightarrow {200-220^{o}C} \ 6Rh+16CO}}}

## Применение
- Нанесение покрытия родия на металлы, керамику, стекло из газовой фазы.